# ژوستین تریه
ژوستین تریه (فرانسوی: Justine Triet‎؛ زادهٔ ۱۷ ژوئیهٔ ۱۹۷۸) کارگردان، فیلم‌نامه‌نویس، تدوینگر اهل فرانسه است. وی از سال ۲۰۰۷ میلادی تاکنون مشغول فعالیت بوده‌است.
در سال ۲۰۲۳ تریه برای کارگردانی فیلم آناتومی یک سقوط برندهٔ نخل طلای  هفتاد و ششمین دورهٔ جشنوارهٔ فیلم کَن شد. او سومین کارگردان زن تاریخ سینما است که برندهٔ نخل طلای کن شده‌است. از دیگر فیلم‌های تریه می‌توان از ویکتوریا (۲۰۱۶) نام برد.